# Alopecosa taeniopus
Alopecosa taeniopus este o specie de păianjeni din genul Alopecosa, familia Lycosidae. A fost descrisă pentru prima dată de Kulczynski, 1895. Conform Catalogue of Life specia Alopecosa taeniopus nu are subspecii cunoscute.